# Gustav Hegi
Gustav Hegi (* 13. November 1876 in Rickenbach, Kanton Zürich; † 23. April 1932 in Goldbach, Gemeinde Küsnacht, Kanton Zürich) war ein Schweizer Botaniker. Sein offizielles botanisches Autorenkürzel lautet «Hegi».

## Leben und Werk
Hegis Vater war Pfarrer und Kantonsrat. Sein Bruder war Friedrich Hegi-Naef. Nach dem Besuch des Gymnasiums in Winterthur studierte er an der Universität Zürich Botanik. Einer seiner Lehrer an der Universität war Hans Schinz, bereits am Gymnasium wurde er von Robert Keller unterrichtet, dem er später auch seine Dissertation widmete. Er promovierte 1900 an der Universität Zürich und war unter Karl von Goebel von 1902 bis 1908 Kustos am Botanischen Garten München. Er habilitierte sich 1905 in München. Von 1910 bis 1926 war er ausserordentlicher Professor für Botanik an der Universität München sowie Schweizer Konsul von 1910 bis 1920 bzw. Generalkonsul von 1920 bis 1926 in München. 1926 legte er aus gesundheitlichen Gründen alle seine Ämter nieder.
Ab 1905 erstellte Hegi mit seinem Werk Alpenflora die erste umfassende Darstellung der Pflanzenwelt der Alpen. Auf Wunsch seines Verlegers machte er sich anschliessend an die Aufgabe, ein ähnliches Werk auch für die gesamte deutsche Flora zusammenzustellen. Zwischen 1908 und 1931 gab er dieses Jahrhundertwerk unter dem Titel Illustrierte Flora von Mittel-Europa heraus. Es umfasste in dreizehn monumentalen Bänden insgesamt 7'800 Seiten. Davon hat Hegi etwa zwei Drittel selbst bearbeitet, der Rest stammt von Koautoren. Nach Hegis Tod wurde das Werk von zahlreichen Autoren und Autorengemeinschaften bis heute weitergeführt und immer wieder an die neuesten Erkenntnisse der Botanik angepasst. 1975 bestand das Werk aus 19 Teilbänden plus Registerband und erweiterte sich bis 1990 auf insgesamt 22 Teilbände plus Registerband.

## Hauptwerke
- Alpenflora. Die verbreitetsten Alpenpflanzen von Bayern, Österreich und der Schweiz. J. F. Lehmanns Verlag München 1905; 25., erw. Aufl. herausgegeben von Herbert Reisigl. Parey Verlag, Berlin 1977.
- Illustrierte Flora von Mittel-Europa. Mit besonderer Berücksichtigung von Deutschland, Oesterreich und der Schweiz. 13 Bände. J. F. Lehmanns Verlag, München 1906–1931; Neuauflagen ab 1935, später bei Hanser Verlag, München, und Verlag Paul Parey, Berlin 1975 (Nachdruck), ISBN 3-489-72021-0 (Sellier), ISBN 3-489-72020-2 (Lüderitz & Bauer).
 Digitalisate der Universitäts- und Landesbibliothek Düsseldorf:
  - 1. Pteridophyta, Gymnospermae und Monocotyledones. 1906
  - 2. Monocotyledones. 1907
  - 3. Dicotyledones. 1912
  - 4,1. Dicotyledones. 1919
  - 4,2. Dicotyledones. 1923
  - 4,3. Dicotyledones. 1924
  - 5,1. Dicotyledones. 1925
  - 5,2. Dicotyledones. 1926
  - 5,3. Dicotyledones. 1927
  - 5,4. Dicotyledones. 1927
  - 6,1. Dicotyledones. 1918
  - 6,2. Dicotyledones. 1929
  - 7. Gesamtregister. 1931

Digitalisate der Bibliothek des Real Jardín Botánico de Madrid
- Bände 1 bis 7